# Eustorgio
Eustorgio  è un nome proprio di persona italiano maschile.

## Origine e diffusione
Deriva dal tardo nome greco Ευστοργιος (Eustorgios), latinizzato in Eustorgius. È composto dalle radici ευ (eu, "bene") e στεργειν (stergein, "amare"), e significa quindi "ben amato" (anche se alcune fonti riportano "felice", "contento").
La diffusione del nome è accentrata in Lombardia, grazie al culto verso sant'Eustorgio, vescovo di Milano.

## Onomastico
L'onomastico si festeggia solitamente in memoria di sant'Eustorgio, vescovo di Milano dal 344 al 350, commemorato il 18 settembre, oppure il 6 giugno, in ricordo sant'Eustorgio II, anch'egli vescovo di Milano dal 512 al 518. Nell'edizione del martirologio romano del 1956 si citava, all'11 aprile, un sant'Eustorgio, sacerdote a Nicomedia, il cui elogio è stato omesso nell'edizione del 2001.

## Persone
- Eustorgio di Milano, vescovo e santo italiano
- Eustorgio II, arcivescovo e santo bizantino